# Nəzirli
Nəzirli è un comune dell'Azerbaigian situato nel distretto di Bərdə. Conta una popolazione di 710 abitanti.